# (5787) 1992 FA1
Az (5787) 1992 FA1 a Naprendszer kisbolygóövében található aszteroida. Ueda és Kaneda fedezte fel 1992. március 26-án.